# アタリブレイクアウト 2600
『ブレイクアウト』（Breakout）は、アタリによって開発され、1976年5月13日にリリースされたアーケードビデオゲーム。
1972年のAtariアーケードゲーム『ポン』の影響を受けたNolanBushnellとSteveBristowの概念に基づいて、Steve Wozniakによって設計された。

## 概要
『ブレイクアウト』は1976年にアタリが発売。ブレイクアウトには「壁破りの脱獄」という意味がある。当時のアタリはヒッピーが盛んだった背景もあり、マリファナを吸いながら会議をしていた。そのため逮捕者も続出し、刑務所からの脱出という願望が『ブレイクアウト』である。
囚人が壁うちテニスのふりをして塀を崩すことがモチーフになっている。ただし全部崩しても新しい壁が出て来るので、結局脱獄はできない。タイトルロゴデザインにはBREAKとOUTの間に、ラケットで玉を打ち返す縦じま服の囚人が、アメリカ調の漫画絵で描かれている。日本では筐体やチラシにイラストが必要な場合、テニス、卓球、ゴルフ等、道具でボールを打ち返すイラストになっている。
アイデアはアタリのトップであったノーラン・ブッシュネルがハワイに旅行中考えついたものとされているが、『スペースウォー!』 → 『コンピュータースペース』、『オデッセイ』 → 『ポン』のようにセガ（後のセガ・インタラクティブ）から『イレース』の名でライセンス生産されたRamtek社の『クリーン・スウィープ（Clean Sweep）』の亜流ではないかとする説もある。『クリーン・スウィープ』は、ボールが突き進むとブロックが連続して消えるが、『ブレイクアウト』はボールが跳ね返って一つずつ破壊する点が異なる。ブッシュネルが直接開発に関わった最後のゲームで、以後経営のみに専念することになる。なお、実際の設計はアラン・アルコーン率いる開発チームが行った。開発チームの一人がスティーブ・ジョブズである。
同作はアタリにとって『ポン』以来のヒット作となった。武層新木朗は、シンプルなルールやスリリングなゲームバランス、「お手付きは3回まで」の採用など革新性は枚挙に暇がないとしたうえで、現実世界では実現不可能な面白さが魅力だと述べ、そのデフォルメされた物理法則をアニメ『トムとジェリー』にたとえている。
1978年には「ボールもラケットも2つずつ」「ブロックが降りて来る」「予備のボールが2つ捕らえられている」と3種類のブロックくずしができる『スーパーブレイクアウト』が発売されたが、『スペースインベーダー』のヒットに隠れてしまっている。
後にApple Computerを創設するスティーブ・ジョブズとスティーブ・ウォズニアックの二人が関わったことでも有名である。「二人が開発した」と誤解されがちだが、ゲームデザインや基板の基本設計自体には関わっておらず、主に回路の部品減らしに携わっていた。ウォズニアックは後にアップルが発売するパソコンApple IIの設計に際し、『ブレイクアウト』のハードウェア設計に非常に強いインスピレーションを受けたことを公言しており、ウォズニアックの強い要望によってApple IIには『ブレイクアウト』とパドルコントローラーが標準で付属された。iPodにもミニゲームとして収録され、2007年9月からは3Dリメイクの『Vortex』が収録されている。App Storeでもアタリによって『ブレイクアウト』が提供されている。 2022年2月には最新のリメイク作品として『Breakout:Recharged』が発売された。
Google 検索で「atari breakout」と検索すると、検索結果のページでブロックくずしができるようになっている。

## 影響
日本では「ブロックくずし」としてゲームジャンルになった。スペースインベーダーにも影響を与えた。

### 出展
1. ↑  Kyle Orland (February 25, 2015). "Obituary: Gaming pioneer Steve Bristow helped design Tank, Breakout". Ars Technica
2. 1 2  “「夜のゲーム大学」が1年半ぶりに帰ってきた。麻野一哉氏，飯田和敏氏，米光一成氏が熱弁を振るい，黒川文雄氏と家入一真氏は“舞台裏”を明かす”.  4Gamer.net (2013年6月25日). 2013年6月26日閲覧。
3. 1 2 3  武層新木朗 (2019年4月18日). “現実世界を模した野球ゲームから、現実を超えたブロックくずしへ～進化の可能性を見出したビデオゲーム──ファミコン以前のテレビゲーム機の系譜を語ろう”. 電ファミニコゲーマー – ゲームの面白い記事読んでみない？. 2024年10月15日閲覧。